# Charlotte Watson Sherman
Charlotte Watson Sherman (* 14. Oktober 1958 in Seattle, Washington) ist eine US-amerikanische Autorin und Psychotherapeutin.

## Leben
Charlotte Watson Sherman war zunächst Bibliothekarin, studierte dann Psychologie und arbeitete als Beraterin und Therapeutin für vergewaltigte Frauen. Sie lebte früher in Seattle, heute in Südkalifornien.

## Literarisches Werk
Zunächst trat die afroamerikanische Autorin als Lyrikerin und Verfasserin von Kurzgeschichten hervor, später verfasste sie auch Romane und Kinderbücher und gab Anthologien heraus. Ihre Arbeiten zeigen großes Einfühlungsvermögen in seelische Zustände. Die Figuren sind glaubwürdig gestaltet, die Sprache ist präzise. Sie schreibt auch für zahlreiche Zeitungen.

## Werke
- Killing Color. Erzählungen. Calyx, 1992.
- One Dark Body. Roman. Harper Collins, 1993.
- (als Hrsg.:) Sisterfire. Black Womanist Fiction and Poetry. Harper Collins, 1994.
- Eli and the Swamp Man. Jugendbuch. Harper Collins, 1996.
- Touch. Roman. Sweet Inspiration Press, 2012.
- Brown Sugar Babe. Kinderbuch. Boyds Mills Press, 2020.
- Mermaid Kenzie: Protector of the Deeps. Kinderbuch. Boyds Mills Press, 2022.
- (mit Kelly Hollman:) This Opening Sky. Versroman aus der Zeit des Bürgerkriegs. Milk + Cookies, 2024.